# Za Sasów
Za Sasów – powieść historyczna Józefa Ignacego Kraszewskiego wydana w 1889 roku, należąca do cyklu Dzieje Polski.
Napisana w 1885 w Magdeburgu, ukazała się w dwutomowym wydaniu książkowym dopiero w 1889 nakładem warszawskiego Gebethnera i Wolffa w cyklu „Powieści historyczne”. Następnie w 1891 i 1899 u M. Glücksberga w „Zbiorze powieści historycznych” (tom XXVIII) i w 1912 w skrótowym wydaniu M. Arcta. Pierwsze powojenne wydanie „Czytelnika” z 1950 również okrojone i zmodyfikowane, pełna edycja oparta na pierwodruku dopiero w publikacji Ludowej Spółdzielni Wydawniczej z 1958 i następnych.
Utwór wpisuje się w ciąg tzw. powieści saskich, które obok powieści czasów stanisławowskich stanowią najliczniejszą grupę w prozie historycznej Kraszewskiego. Sprzyjał temu długi okres zamieszkania pisarza w Dreźnie (1863-1879), umożliwiający mu nie tylko dostęp do dokumentów epoki i ciągłe obcowanie z jej zabytkami, ale też poznanie mentalności Saksończyków.

## Treść

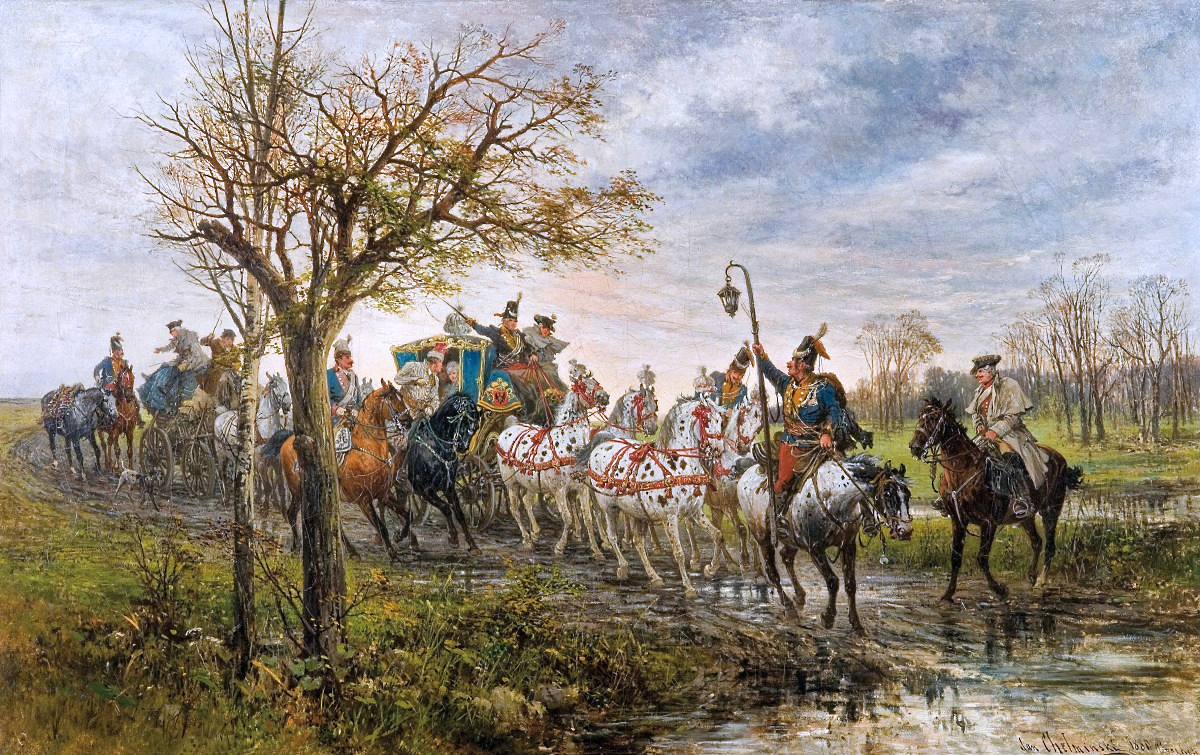
Podróżujący dwór polskiego magnata w czasach saskich (mal. Jan Chełmiński, 1880)

Fikcyjną postacią powieści, której akcja obejmuje lata 1697–1709, jest drezdeński kupiec Zachariasz Witke (syn Niemca i Serbołużyczanki), zdecydowany zrobić majątek i karierę przy dworze Augusta Mocnego, wybranego właśnie na króla Polski. Obejmujący tam władzę w dzięki przedelekcyjnym intrygom i przekupstwu na wielką skalę, saski władca z dynastii Wettynów skrycie dąży do wprowadzenia rządów absolutnych mimo sprzeciwu szlachty, i do uczynienia z Rzeczypospolitej władztwa dynastycznego. W tej sytuacji łaknący za wszelką cenę sukcesu mieszczanin zostaje uwikłany w sieć dworskich intryg i manipulacji politycznych, cynicznie przy tym wykorzystywany przez królewskiego zaufanego i stręczyciela Constantiniego. Ostatecznie rodzi się w nim moralny opór wobec robienia poniżającej, sprzedajnej kariery bez skrupułów; zostaje również tragicznie zawiedziony w pierwszej, spóźnionej miłości.

## O powieści
Poza nim autor wprowadził do fabuły liczne postacie historyczne. Wśród nich nakreślił wyrazisty i sugestywny portret Augusta Mocnego – monarchy niezwykle witalnego, lecz kierowanego pierwotnymi popędami wyzwalającymi bezwzględność i obcą dotąd Polakom, niepohamowaną swobodę obyczajową. Poza nim bliżej ukazano postacie dwóch innych władców, odgrywających istotną rolę w politycznej grze decydującej o losach skłóconych wewnętrznie Polaków: szwedzkiego Karola XII i cara Piotra I.
Obraz Rzeczypospolitej „za Sasów” przedstawia upadające państwo w stanie moralnego rozkładu i wewnętrznego zamętu z zaciekłą walką magnackich koterii, a niemiecki władca przedstawiony jest zdecydowanie negatywnie jako spędzający czas na pijaństwie i rozrywkach nawet w obliczu klęsk wojennych, spadających na obydwa jego kraje. W swych ambicjonalnych zamysłach nie waha się nawet przed zdradą rządzonego kraju z planowaniem jego rozbioru. Niemniej negatywnie przedstawione jest na ogół społeczeństwo polskie tego okresu – warstwy szlacheckie i magnackie. Wśród nielicznych autor pozytywnie wyróżnia głównego przeciwnika Augusta Sasa – rozważnego i patriotycznego Stanisława Leszczyńskiego, któremu nadaje nawet cechy wyidealizowane. Drastyczny obraz epoki saskiej miał być w intencji autora groźnym „memento” dla właściwości narodowego charakteru rodaków.